# Yuhanon Qashisho
Yuhanon Qashisho (Esfes, 1918 – Södertälje, 1º aprile 2001) è stato uno scrittore, insegnante e grammatico siro, conosciuto nella comunità sira come uno dei più grandi scrittori siri del '900. I suoi scritti hanno creato un impulso dal quale sono scaturiti molti movimenti politici e culturali siri del tardo XX secolo. Le sue opere letterarie in lingua siriaca comprendono più di 200 poesie, libri di testo, libri di racconti, e dizionari Siriaco-Svedese e Svedese-Siriaco.

## Biografia
Nato nel 1918 nel distretto di İdil della provincia di Şırnak nella regione storica del Tur Abdin in Turchia, figlio di un sacerdote, la famiglia si trasferì verso sud subito dopo la sua nascita, avvenuta durante il genocidio assiro, nella città siriana di Qamishli, unendosi alla già grande comunità sira locale.
A Qamishli, Qashisho frequentò una scuola di lingua siriaca, dove apprese anche l'arabo e l'inglese. Ottenuto il diploma insegnò in quella stessa scuola per sei anni. Poi divenne il direttore della scuola per tre anni, finché si trasferì presso un'altra scuola di lingua siriaca ad Aleppo, dove fu direttore per altri cinque anni.
Scrisse una serie di libri di testo in siriaco per tutte le classi, i quali furono pubblicati e stampati a Qamishli e nei vicini villaggi siri. Con l'aiuto di Hanna Salman, Qashisho scrisse uno dei primi libri per l'insegnamento della lingua siriaca nelle scuole medie inferiori.
Nel 1940 la famiglia di Qashisho si trasferì in Palestina dove suo padre prestò servizio come sacerdote nella parrocchia di Betlemme. Là lavorò molto attivamente a servizio dei profughi siri. Nel 1948 ritornò in Siria e trascorse la maggior parte del suo tempo come insegnante, scrittore e giornalista. Durante il suo periodo in Siria scrisse numerose poesie pubblicate in molte famose riviste tra cui Assyria, Il Pamphlet siriaco di Aleppo, La stella sira e Huyodo. La sua poesia più famosa è O l-Rehmat 'Idtan. Scrisse anche il popolare inno nazionalistico siro Ho 'Ohdinan (Dokrinan) che fu cantato per molti anni dai bambini delle scuole siriache di Qamishli.
Nel 1970 emigrò in Svezia. Là scrisse una nuova serie di libri in assiro intitolata Greetings Sweden, per insegnare la lingua ai giovani siri nati in Svezia. Scrisse numerose versioni dei suoi dizionari Svedese-Siriaco e Siriaco-Svedese.

## Note

Bandiera del popolo aramaico-siriaco

## Opere

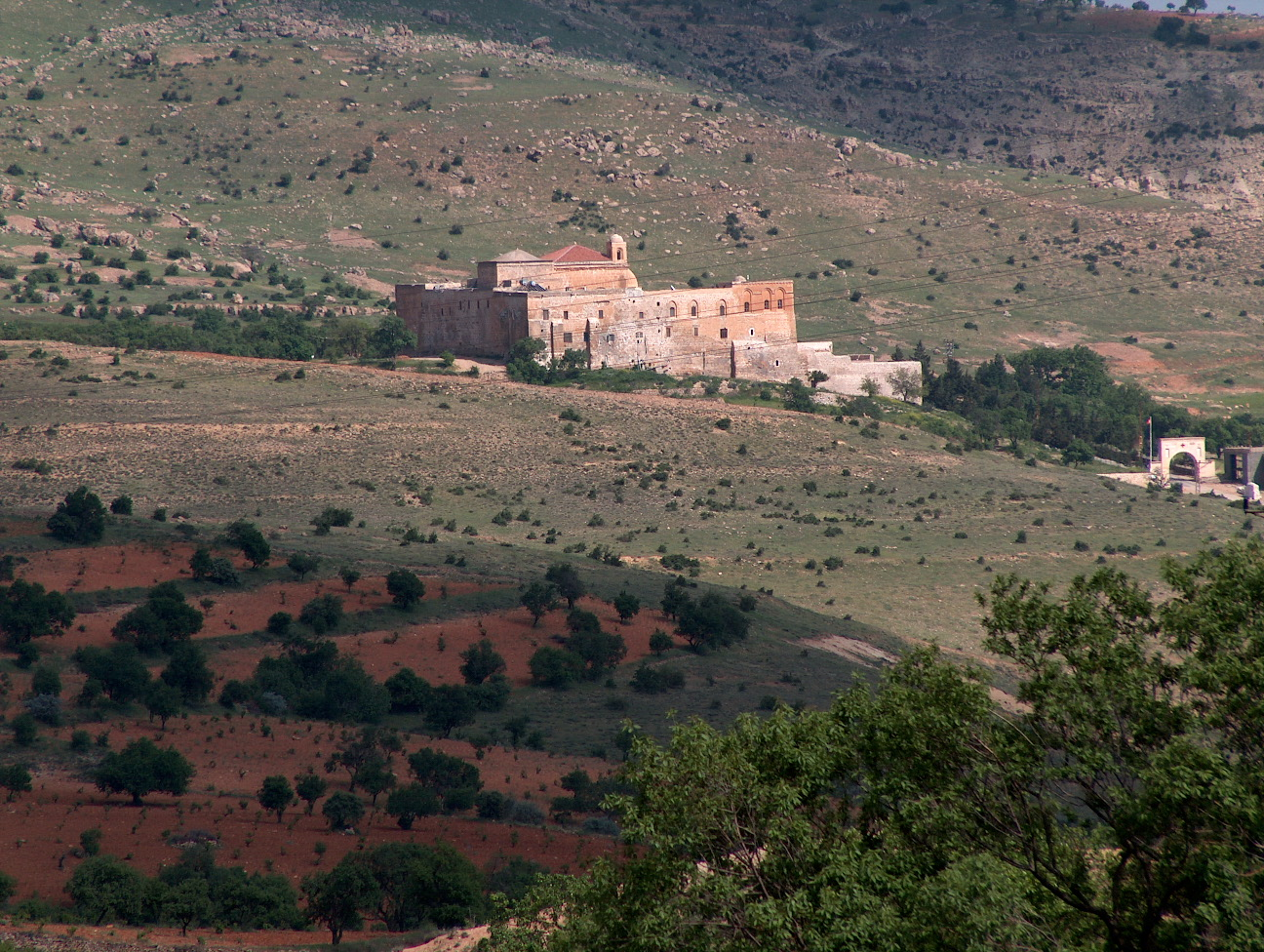
Il monastero di Mor Hananyo nel Tur Abdin (Turchia), regione di origine di Yuhanon Qashisho

- Storie dall'Est
- Shamiram
- Dolabani
- Sargon
- Mor Afrem
- Senharib
- Hammurabi
- Shamo è per quale di loro
- Luglio/Tamuz
- Ishtar
- La pianta dei lamponi